# 51 d'Aquari
51 d'Aquari (51 Aquarii) és una estrella de la constel·lació d'Aquari. Té una magnitud aparent de 5,79. 51 d'Aquari és un sistema d'estrelles múltiple format per 5 components. La component principal A és una estrella de magnitud 5,78. La component B és de magnitud 6,6, separada per 0,5 segons d'arc de A i amb un angle de posició de 324 graus. La component C és de magnitud 10,1, separada per 54,4 segons d'arc de A i amb un angle de 342 graus. La component D és de magnitud 10,0, separada per 116,0 segons d'arc de A i amb un angle de 191 graus. La component E és de magnitud 8,5, separada per 132,4 segons d'arc de A i amb un angle de 133 graus. Es tracta d'una estrella blanca de seqüència principal; posseeix una magnitud absoluta de 0,21 i la seva velocitat radial positiva indica que l'estrella s'allunya del sistema solar.

## Observació
Es tracta d'una estrella situada a l'hemisferi celeste austral, molt a prop de l'equador celeste; el que comporta que pugui ser observada des de totes les regions habitades de la Terra, exceptuant el cercle polar àrtic. A l'hemisferi sud sembla circumpolar només en les àrees més internes de l'Antàrtida, sent de magnitud 5,8 està al límit de la visibilitat a ull nu, fent que sigui només visible en cels molt foscos i sense Lluna. El millor període per a la seva observació és entre els mesos d'agost i desembre. El període de visibilitat és pràcticament el mateix en els dos hemisferis degut a la seva posició propera a l'equador celeste.